# Agrypon yanshanense
Agrypon yanshanense är en stekelart som beskrevs av Wang 1984. Agrypon yanshanense ingår i släktet Agrypon och familjen brokparasitsteklar. Inga underarter finns listade i Catalogue of Life.